# Jacques Mesnage
Jacques Mesnage (* 15. April 1759 in Saint-Maur-des-Fossés, heute im Département Val-de-Marne; † 20. Oktober 1798 vor der Küste Irlands) war ein französischer Général de brigade der Infanterie in der Armee der Französischen Revolution.

## Dienstzeit
Er begann seinen Militärdienst am 18. November 1776 im Régiment des Gardes françaises, wurde am 21. Dezember 1780 zum Caporal und am 29. Dezember 1783 zum Sergent befördert. Am 31. Juli 1789 wurde er mit seiner Einheit aus dem Dienst entlassen.
Er trat dann als Sous-lieutenant bei deren Aufstellung in die Nationalgarde in Paris ein und wechselte am 3. August 1791 in das 104e régiment d’infanterie.
Am 13. November 1792 wurde er zum Capitaine befördert und nahm an den Feldzügen der Jahre 1792 und 1793 mit der Armée du Nord teil. Am 12. Mai 1793 wurde er in die Vendée versetzt, um den dortigen Aufstand zu bekämpfen.
Am 23. Mai 1793 wurde er zum Kommandanten des „6e bataillon de la formation d’Orléans“ der Nationalen Freiwilligen ernannt und konnte sich am 11. Oktober des gleichen Jahres in der Schlacht bei Châtillon auszeichnen, in dem er selbst die Trikolore trug und in der es ihm gelang, den gegnerischen Kommandanten Jean-Nicolas Stofflet gefangen zu nehmen.
Am 16. Juli 1795 wurde er zum Chef de brigade befördert und trug entscheidend mit zum Sieg über die Armee der Emigranten in der Schlacht um Quiberon bei. Dazu konnte er noch das Fort de Penthièvre einnehmen. Letzteres brachte ihm noch am gleichen Tag die provisorische Beförderung zum Général de brigade durch den Oberkommandierenden Lazare Hoche ein. Diese Beförderung wurde am 1. Januar 1796 bestätigt.
Im Jahre 1797 wechselte er zunächst zur Armée de Sambre-et-Meuse und dann zur Armée de Mayence (Mainzarmee).
Der irische Unabhängigkeitskämpfer Theobald Wolfe Tone erreichte in Frankreich, dass das Direktorium kleine Truppenkontingente zur Unterstützung im Kampf gegen die Briten schickte. Mesnage wurde im August zu einem 3000 Mann starken Expeditionskorps abkommandiert, das im County Donegal bei Lough Swilly landen sollte. Er ging an Bord der Fregatte l’Immortalité und verließ Brest am 16. September zusammen mit dem Geschwader von Admiral Bompard.
Die Truppe wurde jedoch bereits am 12. Oktober 1798 noch vor der Landung von einem britischen Geschwader abgefangen und musste umkehren, ohne auch nur einen Fuß auf den Boden Irlands gesetzt zu haben.
Nachdem Mesnage dieser Katastrophe entkommen war, wurde sein Schiff am 20. Oktober von der britischen Fregatte Fish Guard aufgebracht. Dabei wurde er getötet.